# Парламент Ботсвани
Парламент Ботсвани (англ.  Parliament of Botswana) — вищий законодавчий орган Ботсвани.

## Структура
Відповідно до статей 57, 58 Конституції Ботсвани (1966) Парламент складається з однієї палати Національної асамблеї та Президента, який за посадою є членом цієї палати.
Національна асамблея складається з 57 членів, що обираються громадянами. Асамблея вважається правомочною при наявності не менш 1/3 членів (стаття 73 Конституції Ботсвани).
Пасивне виборче право на виборах до Національної асамблеї мають громадяни Ботсвани, які досягли віку 18 років, зареєстровані як виборці, що не страждають німотою, сліпотою або не мають інших фізичних вад, якщо вказані вади не дають можливості брати участь у діяльності Асамблеї, а також здатні читати.
У Парламенті з його членів формуються постійні і тимчасові комітети за напрямами роботи.

## Повноваження
Закони, що приймаються Парламентом, іменуються Актами (частина 7 статті 87 Конституції Ботсвани).
Принципи:
- політична нейтральність;
- відкритість і гласність;
- єдність;
- ефективність;
- підзвітність.